# Course d'orientation aux Jeux mondiaux de 2013
Navigation
Kaohsiung 2009 Wrocław 2017
Les épreuves de course d'orientation des Jeux mondiaux de 2013 ont lieu du 1er août au 4 août 2013 à Cali.

## Podiums
| Épreuves                | Or                                                                   | Argent                                                                 | Bronze                                                                                           |
| ----------------------- | -------------------------------------------------------------------- | ---------------------------------------------------------------------- | ------------------------------------------------------------------------------------------------ |
| Hommes Sprint           | Suisse Matthias Kyburz                                               | Russie Andrey Khramov                                                  | Suède Jerker Lysell                                                                              |
| Hommes moyenne distance | Suisse Matthias Kyburz                                               | Suisse Daniel Hubmann                                                  | Lituanie Vilius Aleliūnas (en)                                                                   |
| Femmes Sprint           | Suède Annika Billstam (en)                                           | Norvège Anne Margrethe Hausken                                         | Danemark Maja Alm                                                                                |
| Femmes moyenne distance | Finlande Minna Kauppi                                                | Suède Tove Alexandersson                                               | Ukraine Nadiya Volynska (en)                                                                     |
| Relais mixte sprint     | Suisse Daniel Hubmann Sara Lüscher (en) Matthias Kyburz Judith Wyder | Danemark Tue Lassen (en) Ida Bobach Rasmus Thrane Hansen (en) Maja Alm | Autriche Gernot Kerschbaumer (en) Anna Nilsson Simkovics (en) Robert Merl (en) Ursula Kadan (en) |

## Tableau des médailles
- Pays organisateur

| Rang  | Nation   | Or | Argent | Bronze | Total |
| ----- | -------- | -- | ------ | ------ | ----- |
| 1     | Suisse   | 3  | 1      | 0      | 4     |
| 2     | Suède    | 1  | 1      | 1      | 3     |
| 3     | Finlande | 1  | 0      | 0      | 1     |
| 4     | Danemark | 0  | 1      | 1      | 2     |
| 5     | Russie   | 0  | 1      | 0      | 1     |
| 5     | Norvège  | 0  | 1      | 0      | 1     |
| 6     | Lituanie | 0  | 0      | 1      | 1     |
| 6     | Ukraine  | 0  | 0      | 1      | 1     |
| 6     | Autriche | 0  | 0      | 1      | 1     |
| Total | Total    | 5  | 5      | 5      | 15    |